# Xanthabris
Xanthabris is een geslacht van kevers uit de familie oliekevers (Meloidae).
Het geslacht is voor het eerst wetenschappelijk beschreven in 1956 door Kaszab.

## Soorten
Het geslacht omvat de volgende soort:
- Xanthabris baluchistana Kaszab, 1956